# Senyals de trànsit d'obres
 Tornar a:  Senyal de trànsit
Els  senyals d'obres  a Espanya són senyals, generalment similars a la resta, amb fons groc utilitzats per senyalitzar desviaments o canvis provisionals a causa d'obres a la calçada.
A continuació es llisten els diferents senyals d'obres, acompanyats de la seva referència i una llegenda.

## Senyals de perill
Són els mateixos que els senyals d'advertència, llevat que indiquen provisionalitat i obres donat el seu fons groc.

TP-1 Intersecció amb prioritat
TP-1a Amb prioritat sobre via a la dreta
TP-1b Amb prioritat sobre via a l'esquerra
TP-1c Amb prioritat sobre incorporació per la dreta
TP-1d Amb prioritat sobre incorporació per l'esquerra
TP-2 Intersecció amb prioritat de la dreta
TP-3 Semàfors
TP-4 Intersecció amb circulació giratòria
TP-13a Corba perillosa cap a la dreta
TP-13b Corba perillosa cap a l'esquerra
TP-14a Corbes perilloses cap a la dreta
TP-14b Corbes perilloses cap a l'esquerra
TP-15 Perfil irregular
TP-15a Ressalt
TP-15b Gual
TP-17 Estrenyiment de la calçada
TP-17a Estretament de calçada per la dreta
TP-17b Estretament de calçada per la izquierda
TP-18 Obres
TP-19 Paviment lliscant
TP-25 Circulació en els dos sentits
TP-26 Despreniment
TP-28 Projecció de graveta
TP-30 Graó lateral
TP-31 Congestió
TP-50 Altres perills

## Senyals de limitació de velocitat
Són els mateixos que els senyals de trànsit de limitació de velocitat, llevat que indiquen provisionalitat i obres donat el seu fons groc.

TR-301-20 Prohibició velocitat màxima a 20 km/h
TR-301-30 Prohibició velocitat màxima a 30 km/h
TR-301-40 Prohibició velocitat màxima a 40 km/h
TR-301-50 Prohibició velocitat màxima a 50 km/h
TR-301-60 Prohibició velocitat màxima a 60 km/h
TR-301-70 Prohibició velocitat màxima a 70 km/h
TR-301-80 Prohibició velocitat màxima a 80 km/h
TR-301-90 Prohibició velocitat màxima a 90 km/h
TR-301-100 Prohibició velocitat màxima a 100 km/h

## Senyals de final de prohibició o restricció

TR-500 Final de prohibicions

## Senyals de indicació

TS-52
TS-53
TS-54
TS-55
TS-60